# Самоходни распршивач
Самоходни распршивач (тифон) је врста заливног система са турбином која омогућава кретање колица са распршивачем. Самоходни распршивачи са турбином (traveling sprinklers) покривају велике површине и не захтевају велики утрошак радне снаге, али захтевају снажан погон, а испорука воде је често пребрза за капацитет апсорпције земљишта.

## Принцип рада
Принцип рада заснива се на аутоматском кретању колица која носе распршивач за вештачку кишу, или рампу са низом распршивача за фино распршивање. Колица погон за покретање добијају преко притиска воде и турбине. Самоходни распршивачи се могу прикључити на водоводну мрежу ако је прикључни притисак 3-10 бара, или делују самостално са пумпним агрегатом за наводњавање. 
Уређај се састоји од два посебна дела спојена међусобно ПЕ цревом (дужине 200-400 m, пречника 63-100 mm). Већи статични део чини основа са точковима (ширина трагова 1,5-1,8 m) на којој је бубањ за аутоматско намотавање ПЕ црева.
Црево је повезано са шупљом осовином бубња која је споља у вези са потисним водом турбине. Колица са распршивачем су други основни део и пре заливања се доводе у тачку најудаљенију од стационарног дела (црево се потпуно размотава са бубња). Радом турбине црево се намотава на бубањ, док колица сасвим не приђу статичном делу. У том тренутку распршивач се аутоматски искључује. Колица су са два или три точка, а постоји и верзија са клизним површинама ("санке"). Ширина трагова је између 1,2-2,9 m и може се подешавати, а висина распршивача или рампе је 1,1-1,5 m (постоје модели код којих се рампа може подесити на жељену висину у распону од 1,5/2,5 m што је погодно за одељке за формирање у расадницима украсног дрвећа и жбуња).